# Лащенко Олег Ростиславович
Лащенко Олег Ростиславович(19 січня 1914, Київ — 17 червня 1998, Нью-Йорк, США) — український письменник, публіцист, громадський і політичний діяч. Брат громадської діячки Галини Лащенко, син правознавця, професора Ростислава Лащенка, онук громадсько-культурного діяча Митрофана Лащенка.

## З біографії
У 1920 році разом із батьками емігрував до Польщі, потім Чехословаччини (1921). Закінчив гімназію, Карловий університет. У 1935 році вступив до ОУН. Був близько знайомий з О. Телігою та О. Ольжичем. У 1938—1939 рр. активно включився у розбудову Карпатської України. Восени 1941 р. у складі Похідних груп ОУН відвідав Київ, був учасником українського підпілля ОУН. Наприкінці того ж року повернувся до Праги, де вів активну літературно-публіцистичну діяльність та очолював культурно-наукове видавництво ОУН (проіснувало недовго, оскільки гестапо ліквідувало його вже у 1942 р.).
Наприкінці війни виїхав до Західної Німеччини, а у 1951 р. переїхав до США.
У 1944—1949 рр. (після смерті О. Ольжича) очолював культурно-освітню реферантуру Проводу ОУН.
Відомо, що О. Лащенко входив до створеного сенатором США від штату Північна Кароліна Дж. Хелмсом (прихильником політичних поглядів якого він був) Національного Конгресового Клубу (National Congressional Club).
Помер 17 червня 1998 р. у м. Нью-Йорк (США), де й похований.

## Творчість
У Празі вийшла окремим виданням його праця «Культурне життя на Україні» (1941), у якій висвітлені основні віхи історії українського народу, охарактеризовано розвиток суспільних відносин, релігії, матеріальної та духовної культури, проаналізовані культурні впливи в різні періоди історії.
У 1946 р. зредагував посмертні збірки поезії О. Ольжича «Підзамчя» та О. Теліги «Душа на сторожі». Уклав дві книги вибраних творів О. Ольжича «Будьте» і «Сонце слави». У 1956 р. у Нью-Йорку видав книгу «Поезії» О. Ольжича.
У календарі «Слово» (1977) у Торонто були видруковані спогади О. Лащенка про О. Телігу під назвою «На київських верхах», які пізніше увійшли до збірника «Олена Теліга. Вибрані твори»).
У 1985 р. разом із К. Мельником і В. Веригою зредагував збірник статей, спогадів і документів «На зов Києва: Український націоналізм у ІІ світовій війні».